# The Million Dollar Homepage
The Million Dollar Homepage — веб-сайт, созданный 21-летним студентом из Уилтшира Алексом Тью, чтобы заработать деньги на университетское образование. На сайте располагалась сетка размером 1000 на 1000 пикселей, состоящая из миллиона пикселей внутри, на которой можно было приобрести место для ссылки на свой сайт, купив набор пикселей по доллару за одну штуку. Продажи велись блоками размером в 10 на 10 пикселей, поскольку меньшее количество пикселей разглядеть трудно. Запуск сайта состоялся 26 августа 2005 года. Покупатели пиксельных блоков располагали на их месте крошечные изображения, к которым привязывали URL-адрес своего сайта и слоган, который отображается при наведении курсора на изображение. Целью веб-сайта являлось продать все доступные пиксели, тем самым сгенерировав для создателя прибыль в миллион долларов.
1 января 2006 года последние 1000 пикселей были выставлены на аукцион на сайте eBay. Аукцион закрылся 11 января с финальной ставкой в 38 100 долларов. В итоге доход с сайта и аукциона принесли Алексу Тью 1 037 100 долларов. Во время проведения аукциона веб-сайт подвергся распределённой атаке типа «отказ в обслуживании» (DDoS). Тью получил на электронный ящик письмо с требованиями выплатить выкуп для прекращения атак, но он отказался, в результате чего сайт оставался недоступным для посетителей в течение недели, пока его система безопасности не была модернизирована. ФБР и Уилтширская полиция проводили расследование по атаке и попытке вымогательства.
Сайт получил положительные отзывы от СМИ. Некоторые издания называли его концепцию «простой», «гениальной» и «блестящей», однако были и те, что раскритиковали сайт за то, что он не содержит никакого контента, кроме рекламы.

## Разработка
С самого начала я знал, что идея имеет потенциал, но это была одна из тех вещей, которые могли бы пойти в любую сторону. Я подумал, что мне нечего терять (кроме 50 евро для регистрации домена и установки на хостинг). Я знал, что идея достаточно причудлива, чтобы создать интерес… Интернет является очень мощным средством.
Идея о создании The Million Dollar Homepage пришла Алексу Тью, студенту из британского города Криклейд в Уилтшире, в августе 2005 года, когда ему был 21 год. Он собирался поступать на трёхлетний курс управления бизнесом в Ноттингемском университете и был обеспокоен тем, что останется со студенческим кредитом, на погашение которого могут уйти годы. Идеей Тью было создать сайт, страница которого состояла бы из миллиона пикселей, которые он мог бы продавать по доллару за каждый. Купившие пиксели могут разместить на них своё собственное изображение, логотип или рекламу с гиперссылкой на свой веб-сайт. Продажа пикселей велась в долларах США, а не в фунтах стерлингов, поскольку Тью считал, что таким образом к его концепции будет обращено больше людей, поскольку в 2005 году фунт имел сильную позицию по отношению к доллару: 1 фунт стерлингов стоил примерно 1 доллар и 80 центов, и такая стоимость пикселей, возможно, была бы слишком большой для многих потенциальных покупателей, и заработать 1 000 000 фунтов было бы сложнее, чем 1 000 000 долларов, считая, что доллары — более универсальная валюта. Затраты на создание сайта у Тью составили 50 фунтов стерлингов, которые он потратил на регистрацию домена и хостинга. Сайт запустился и начал функционировать 26 августа 2005 года.
На главной странице сайта размещался баннер с названием сайта, счётчик, отображающий количество проданных пикселей, панель навигации, содержащая девять небольших ссылок на внутренние веб-страницы сайта, а также пустая квадратная сетка из 1 000 000 пикселей, разделённая на 10 000 блоков по 100 пикселей каждый. Тью обещал своим клиентам, что сайт будет работать не менее пяти лет, то есть, по крайней мере, до 26 августа 2010 года. На заработанные с сайта деньги Алекс Тью переехал из своего семейного дома в Уилтшире в Лондон, и жил там, снимая квартиру, а также приобрёл себе автомобиль. Прежде чем дела его сайта пошли вверх, он успел закончить лишь один семестр Ноттингемского университета, бросив образование, отдав больше времени своим бизнес-идеям. Помимо этого Тью отмечал, что ему трудно сидеть на одном месте и долго концентрировать своё внимание на занятиях. После успеха сайта Алексу стали приходить разные вакансии со всего мира, некоторые из которых были весьма привлекательны, но в конце концов Алекс отверг их, решив открыть своё дело. В 2016 году Алекс Тью живет и работает в Сан-Франциско, где является основателем и генеральным директором стартапа «Calm», который предлагает мобильное приложение, призванное помочь пользователям расслабить мозг и успокоиться.

## Продажа пикселей
Поскольку отдельные пиксели слишком малы, чтобы их разглядеть, пиксели продавались в 100-пиксельных блоках размером 10 на 10 пикселей, тем самым минимальная цена покупки составила 100 долларов. Первая продажа была произведена спустя три дня после начала работы сайта, покупателем стал друг Тью, выставив на его сайте свой музыкальный ресурс. Он приобрёл 200 пикселей в двух блоках. Через две недели друзья и члены семьи Алекса приобрели в общей сложности 4700 пикселей. Первоначально сайт распространялся только сарафанным радио, однако после того, как на сайте были выкуплены пиксели на общую сумму в 1000 долларов, для СМИ были разосланы пресс-релизы, один из которых принял BBC, и дела сайта пошли вверх. На сайте технологических новостей The Register в сентябре появились две статьи о The Million Dollar Homepage. 26 октября, через два месяца после запуска The Million Dollar Homepage, Тью заявил, что на сайте было продано более 500 900 пикселей для 1400 клиентов. В канун Нового года Тью сообщил, что сайт получает 25 000 новых уникальных посетителей каждый час и имеет Рейтинг Alexa 127, и что 999 000 из 1 000 000 пикселей было продано. Некоторыми из покупателей стали Panda Security, газета The Times, музыкальная группа Tenacious D и компания Yahoo!, а также малые частные предприятия и компании, предлагающие схемы быстрого обогащения, услуги виртуальных знакомств, денежных займов, дизайна веб-сайтов и организации праздников.

### Аукцион
1 января 2006 года Тью объявил, что поскольку спрос на пиксели стал настолько велик, то «самой справедливой и логичной вещью» было выставить последние 1000 пикселей на аукцион eBay. Аукцион длился десять дней, в ходе которых было сделано 99 ставок. Хотя ставок поступило на общую сумму в 160 109 долларов, многие из них были либо отозваны, либо отменены, в том числе из-за подозрений в мистификациях. «Я на самом деле связывался с участниками торгов по телефону, и оказалось, что они не были серьёзными, что было довольно неприятно, поэтому я удалил этих участников с торгов в последнюю минуту», — сказал Тью. Победная ставка составила 38 100 долларов, её сделал интернет-магазин диетических продуктов. Тью отметил, что он ожидал, что окончательный размер ставки будет выше из-за внимания от средств массовой информации. The Million Dollar Homepage принёс создателю в общей сложности 1 037 100 за пять месяцев. После расходов, налогов и пожертвований Тью ожидал, что его чистый доход составит не более 650 000—700 000 долларов.

### Вымирание ссылок
Исследование Гарвардского университета 2017 года показало, что ссылки на неподвижных страницах сильнее подвержены вымиранию. Из 2816 оригинальных ссылок 547 ссылок (из 342 000 пикселей, проданных за 342 000 долларов) были мертвы, и 489 ссылок (145 000 пикселей, проданных за 145 000 долларов) перенаправлялись на другой домен. В докладе также отмечается, что из оставшихся «живых» ссылок «большинство, по-видимому, не отражает их первоначальной цели».

## Внимание СМИ
После сентябрьского пресс-релиза, который впервые привлёк внимание к сайту, статьи о The Million Dollar Homepage появились на BBC Online, The Register, The Daily Telegraph, и PC Pro. Алекса Тью также приглашали на утренние телевизионные программы в Sky News Sunrise и BBC Breakfast, чтобы обсудить вместе с ним его проект.
Ключевым моментом в создании интереса СМИ была сама идея: она была уникальной и достаточно причудливой, чтобы выделиться. Мне нужно было только немного подтолкнуть идею в первые несколько дней, отправив пресс-релиз, который по существу действовал как катализатор. Этот интерес в сочетании с традиционным сарафанным радио вызвал настоящий ажиотаж.
К ноябрю сайт стал известен во всём мире, получив внимание от таких изданий, как Financial Times Deutschland в Германии, TVNZ в Новой Зеландии, Terra Networks в Латинской Америке, China Daily, и, особенно, в Соединённых Штатах, где проект Алекса осветили в Adweek, Florida Today, и Wall Street Journal. Тью нанял американского публициста, чтобы тот помог привлечь внимание американских СМИ к The Million Dollar Homepage, и отправился на недельную поездку в США, где дал интервью на радио ABC News, Fox News Channel, Attack of the Show! и в местных новостных программах.

### Восприятие
Концепцию Алекса Тью описали как «простую и блестящую», «гениальную», и «уникальную платформу для рекламы, которая также немного забавна». Профессор Мартин Бинкс, директор Института предпринимательских инноваций Ноттингемского университета, сказал, что проект Тью «великолепен в своей простоте», «рекламодателей привлекла его новизна», и что «сайт стал феноменом». Popular Mechanics раскритиковал сайт, заявив, что «там нет никакого содержания, нет крутой графики … представьте себе телевизионный канал, который не показывает ничего, кроме рекламы, журнал, в котором нет ничего, кроме рекламы. Это The Million Dollar Homepage. Удивительный пример силы вирусного маркетинга». Дон Ольденбург из The Washington Post стал одним из немногих, кто критиковал сайт, назвав его «дешёвым, умопомрачительно прибыльным маркетинговым чудовищем, рекламным бесплодием, баннерной рекламой из всплывающих окон». Ольденбург продолжает: «Это похоже на доску объявлений, рекламную катастрофу, на которую вы не сможете не смотреть. Это как получить каждую всплывающую рекламу, которую ты когда-либо получал в своей жизни, сразу же. Это интернет-эквивалент внезапного ощущения того, что вы хотите принять душ». The Wall Street Journal написал о The Million Dollar Homepage и о его влиянии на интернет-сообщество: «Мистер Тью сам приобрёл статус знаменитости в интернет-сообществе, рисуя интересную картину онлайн-предпринимательства».

## DDoS-атака
7 января 2006 года, за три дня до того как аукцион eBay, на котором разыгрывались последние 1000 пикселей, должен был закончиться, Тью получил письмо на электронную почту от организации под названием «The Dark Group», в котором ему сообщили, что The Million Dollar Homepage станет жертвой атаки типа «отказ в обслуживании» (DDoS), если к 10 января на их счёт не поступит выкуп в размере 5000 долларов США. Полагая, что угроза является мистификацией, он проигнорировал её, однако через неделю он получил вторую угрозу по электронной почте, с текстом: «Привет, твой веб-сайт находится под нами, чтобы остановить DDoS, отправь нам 50 000». Тью снова проигнорировал угрозу, и веб-сайт заполонил большой поток трафика и электронной почты, в результате чего сайт «упал». «Я не ответил ни на одно из их писем, поскольку я не хочу давать им удовлетворение, и я, конечно, не намерен платить им деньги. То, что происходит с моим сайтом, похоже на терроризм. Если вы заплатите им, то начнутся новые атаки», — сказал Тью.
Сайт был недоступен для посетителей в течение недели, пока хостинг сайта не обновил систему безопасности и не отфильтровал трафик с помощью программного обеспечения по защите от DDoS. Высокотехнологичное подразделение полиции Уилтшира и Федеральное бюро расследований были призваны расследовать акт вымогательства и нападение на сайт. Они полагают, что корни атаки идут из России.

## Подражатели
После успеха The Million Dollar Homepage начали появляться новые сайты по продаже рекламы в пикселях. Тью сказал о его подражателях:

Они появились почти сразу, теперь есть сотни веб-сайтов, продающих пиксели. Все подражатели соревнуются друг с другом … у них очень мало рекламы, поэтому я думаю, что это не слишком хорошо для них. Идея работает только один раз и опирается на новизну … любые сайты-подражатели будут иметь только комедийную ценность, тогда как у меня, возможно, есть немного комедии плюс некоторые фактические рекламные доллары … так что удачи подражателям!
Оригинальный текст (англ.)… they popped up almost immediately; now there are hundreds of Web sites selling pixels. The copycats are all competing with each other. … they have very little ads, therefore I guess it’s not going too well for them. The idea only works once and relies on novelty … any copy-cat sites will only have pure comedy value, whereas mine possibly has a bit of comedy PLUS some actual pull in advertising dollars … so I say good luck to the imitators!